# Il bordo vertiginoso delle cose
(Corrado Augias)
Il bordo vertiginoso delle cose è un libro di Gianrico Carofiglio edito da Rizzoli nel 2013.

## Trama
Enrico Vallesi è uno scrittore, nato a Bari ma che vive da molti anni a Firenze. Un giorno, dopo aver letto tra le notizie di cronaca della morte di Salvatore Scarrone, un suo vecchio compagno di scuola, decide di tornare nella sua città natale, alla ricerca del suo passato. Il romanzo è costituito dall'alternanza tra la narrazione della visita di Enrico a Bari e gli eventi del suo passato.
Enrico frequentava l'Orazio Flacco, un liceo classico di Bari; qui aveva conosciuto Salvatore Scarrone, attivista della sinistra extraparlamentare barese, finito nella sua classe dopo numerose bocciature. Nel corso di quell'anno era anche arrivata Celeste, giovane supplente di filosofia che utilizzava un metodo d'insegnamento innovativo, della quale Enrico si era innamorato.
Un giorno, nel corso di una scazzottata contro alcuni giovani di estrema destra, Enrico era stato notato da Salvatore, che gli aveva proposto di partecipare ad alcuni allenamenti segreti. Enrico aveva dunque preso a frequentare un club della città vecchia, dove aveva appreso tecniche di combattimento all'arma bianca e con armi da mischia. In breve si era creato un singolare rapporto tra lui e Scarrone, che gli aveva anche insegnato a sparare e lo aveva coinvolto in alcune piccole rapine e perfino in un attentato, poi andato a vuoto, ai danni di un suo nemico politico.
Verso Pasqua Celeste aveva terminato il suo incarico, con grande sgomento del ragazzo; nel cercare di ricontattarla per dichiararle il suo amore, Enrico aveva però scoperto che la professoressa aveva avuto una relazione clandestina proprio con Salvatore.
La conseguenza di questa scoperta era stata uno scontro tra i due, nel quale Enrico gli aveva rotto il naso utilizzando d'istinto una tecnica appresa proprio da Salvatore. Pochi giorni dopo Scarrone era stato portato in carcere per una rapina, e i due non si erano mai più visti.
Dopo il successo del suo primo e unico romanzo, Enrico passa un periodo di crisi personale e professionale, che lo porta prima a divorziare e poi a lasciare la professione di scrittore e accettare quella di ghostwriter.
Una volta a Bari, con la scusa di indagare sul passato di Salvatore Scarrone, Enrico incontra personaggi del suo passato (il fratello Angelo che non vedeva più da anni, la migliore amica Stefania lesbica e sopravvissuta al cancro), e ha così modo di riflettere sul suo passato e a perdonare a se stesso per gli errori fatti nel suo rapporto con Salvatore. Questi, dopo una vita passata dentro e fuori dal carcere, era tornato a Bari esclusivamente per compiere la rapina nella quale poi era morto.
Man mano che riscopre il suo passato, Enrico riesce a ottenere anche un atteggiamento più positivo nei confronti della vita.
L'ultimo incontro di Enrico è quello con Celeste, nel frattempo diventata professoressa universitaria, che gli dice di aver desiderato di parlargli dopo aver appreso della morte di Salvatore, esattamente come era successo a lui.